# Sertularella nuttingi
Sertularella nuttingi är en nässeldjursart som beskrevs av Chantal Billard 1914. Sertularella nuttingi ingår i släktet Sertularella och familjen Sertulariidae. Inga underarter finns listade i Catalogue of Life.